# Garrett (Waszyngton)
Garrett – jednostka osadnicza w Stanach Zjednoczonych, w stanie Waszyngton, w hrabstwie Walla Walla.